# Skam (Fernsehserie)
Skam (norwegisch für u. a. „Scham“) ist eine norwegische Fernseh- und Webserie für Jugendliche über den Alltag von Schülern der Hartvig-Nissen-Schule in Oslo. Sie wurde von NRK P3 produziert und setzte auf virales Marketing im Internet. Der erste Clip erschien am 22. September 2015 online, die erste volle Episode wurde am 25. September im Fernsehen ausgestrahlt. Die vierte und letzte Staffel wurde im Frühling 2017 ausgestrahlt.

## Konzept und Inhalt
Die Serie erzählt den Alltag von Jugendlichen an der weiterführenden Schule Hartvig Nissens skole in Oslo. Jede der vier Staffeln hat eine andere Hauptfigur (Eva, Noora, Isak und Sana). Die Zuschauer konnten den Figuren in sozialen Medien wie Instagram, Facebook und YouTube folgen und so mehr über die Handlung erfahren.
Über die offizielle Website wurden an wechselnden Tagen der Woche in Echtzeit kurze Szenen veröffentlicht, begleitet von zusätzlichen Inhalten wie Chats oder E-Mails zwischen den Hauptfiguren. Auf NRK3 wurde wöchentlich eine Episode als Zusammenstellung der unter der Woche veröffentlichten Clips ausgestrahlt.

## Produktion und Ausstrahlung
Hinter der Serie stand die Idee, das Internetangebot des NRK für ein jüngeres Publikum attraktiver zu machen. Julie Andem arbeitete seit 2007 für den NRK und war für das Kinderprogramm NRK Super bereits an drei Serien beteiligt, die als fiktive Videoblogs konzipiert waren: Sara, Mia und Jenter. Bei letzterer übernahm Andem bereits Regie, Drehbuch und Schnitt, das Konzept entwickelte sie zusammen mit Ingvill Marie Nyborg. Nach vier erfolgreichen Staffeln trat schließlich NRK P3 an sie heran, um eine ähnliche Serie für ein jugendliches Publikum zu entwickeln.
Um die Serie gründlich vorzubereiten, reiste Andem ein halbes Jahr durch Norwegen und befragte Teenager über ihr Leben. Dabei identifizierte sie nach eigener Aussage ein bestimmendes Element: Druck – dem sich Teenager ausgesetzt fühlen und den sie ihnen mit ihrer Fernsehserie nehmen möchte. Sie arbeitete nicht mit professionellen Schauspielern, sondern suchte bei einem Casting aus 1.200 Jugendlichen die vielversprechendsten Kandidaten aus, anhand derer sie dann erst die Figuren der Serie entwickelte. Gedreht wurde mit einem sehr knappen Zeitkontingent, da die meisten Schauspieler zur Schule gehen oder einen Job haben. Der erste Handlungsstrang, den Andem entwickelte, war die Beziehung von Noora und William (Staffel 2); um diese Geschichte gebührend vorzubereiten, schrieb sie die Staffel 1 als Vorgeschichte dazu.
Die Serie wurde fast ausschließlich über soziale Medien beworben, da das Zielpublikum so am ehesten die Möglichkeit hatte, sie aus eigenem Antrieb zu entdecken, so der ausführende Produzent Håkon Moslet. Aufgrund des besonderen Konzepts der Echtzeitveröffentlichung und der Interaktivität durch Einbindung sozialer Medien in die Geschichte, wofür Mari Magnus als Webproducer verantwortlich ist, ist Skam vor allem als Webserie erfolgreich. Die Produktionskosten sind im Vergleich zu anderen von NRK produzierten Serien sehr gering; für die zweite und dritte Staffel 2016 genügte ein Budget von ca. 10 Mio. NOK (etwa 1,1 Mio. €).
Ab der dritten Staffel erhielt sie auch Aufmerksamkeit aus dem Ausland, woraufhin der NRK mit Forderungen nach englischen Untertiteln für die ohnehin weltweit einsehbaren Videos in der Mediathek konfrontiert wurde. Dies lehnte man jedoch u. a. mit der Begründung ab, dass die Lizenzierung der verwendeten Musikstücke keine Vermarktung im Ausland zulasse. Gleichzeitig ging man gegen inoffiziell im Internet weiterverbreitete untertitelte Videos vor. Ab 13. Januar 2017 führte NRK auf Druck von IFPI Norwegen auch für die Inhalte in der Mediathek Geoblocking ein, wodurch Episoden und Videos der Serie aus dem Ausland nicht mehr einsehbar sind.
Nachdem der dänische Sender DR3 im Dezember 2016 mit der Ausstrahlung der ersten Staffel begann und das schwedische Fernsehen SVT und das finnische Fernsehen Yle sie in ihren Onlineangeboten SVT Play bzw. Yle Areena/Arenan veröffentlichten (jeweils untertitelt), kündigte Simon Fullers Produktionsfirma XIX Entertainment an, die Rechte am Format für Nordamerika erworben zu haben. Außerdem gab NRK in diesem Rahmen die Produktion einer vierten Skam-Staffel bekannt. Auf der Fernsehmesse MIPCOM in Cannes wurde im Oktober 2017 öffentlich, dass Facebook die Rechte an der US-Version für seine Videoplattform Facebook Watch gekauft hat. Die Ausstrahlung begann am 24. April 2018 unter dem Namen SKAM Austin.
Am 7. April 2017 erschien der Trailer zur vierten Staffel, deren Veröffentlichung ab 10. April erfolgte. Außerdem wurde bekanntgegeben, dass die Serie nach vier Staffeln beendet wird. Beim französischen Sender France 4 läuft seit Februar 2018 ein weiteres Remake der Serie namens SKAM France. Die deutsche Adaption namens DRUCK startete im März 2018 auf funk, dem Online-Medienangebot von ARD und ZDF. Die Rechte wurden außerdem in die Niederlande, nach Spanien, und Italien verkauft. Das Theater Aveny-T in Kopenhagen entwickelte aus jeder der vier Staffeln je ein Theaterstück, die Premiere war am 15. September 2017.

### Internationale Remakes
Mittlerweile gibt es sieben Remakes der Serie in sieben verschiedenen Ländern:
- In Deutschland unter dem Namen Druck, mit bisher 8 Staffeln.
- In Italien unter dem Namen Skam Italia, mit bisher 5 Staffeln und einer angekündigten 6. Staffel.
- In Belgien unter dem Namen wtFOCK, mit bisher 6 Staffeln.
- In Frankreich unter dem Namen Skam France, mit bisher 11 Staffeln und einer angekündigten 12. Staffel.
- In den Niederlanden unter dem Namen Skam NL, welche jedoch nach der 2. Staffel abgesetzt wurde.
- In Spanien unter dem Namen Skam España, welches nach der 4. Staffel beendet wurde.
- In den USA unter dem Namen Skam Austin aus Austin (Texas), welches nach der 2. Staffel beendet wurde.
- In Kroatien unter dem Namen Sram, mit bisher 2 Staffeln.

## Episodenliste

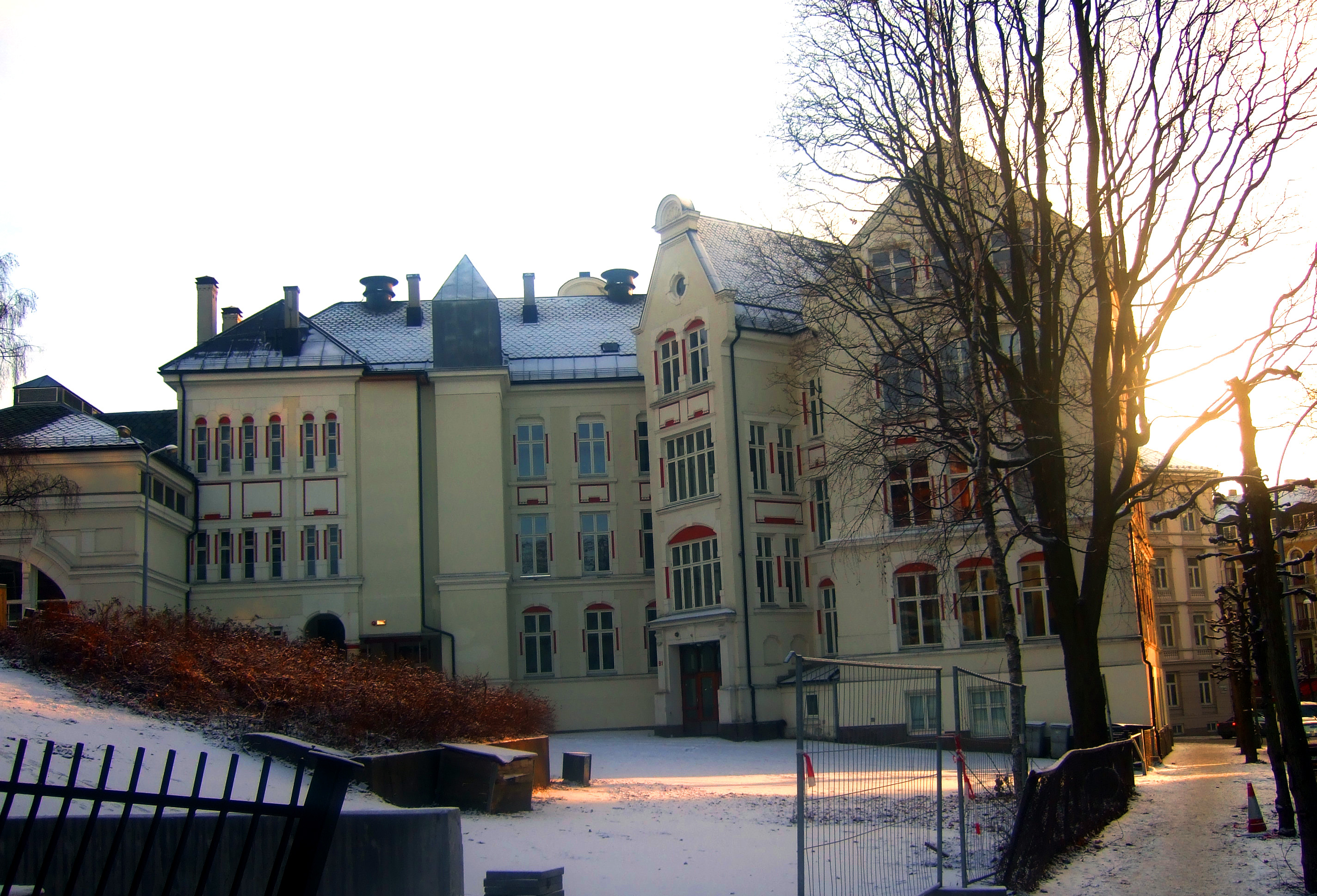
Die Hartvig Nissens skole in Oslo, deren Schüler die Hauptfiguren der Serie sind

### Staffel 1
Die erste Staffel umfasst elf Episoden und behandelt das Leben von Eva Mohns, in weiteren wichtigen Rollen treten Evas Freundinnen Noora, Vilde, Sana und Chris auf. Die turbulente Beziehung zwischen Eva und ihrem Freund Jonas steht im Mittelpunkt.
| Nr. (ges.) | Nr. (St.) | Originaltitel                                | Erstausstrahlung Norwegen | Länge   |
| ---------- | --------- | -------------------------------------------- | ------------------------- | ------- |
| 1          | 1         | Du ser ut som en slut                        | 25. Sep. 2015             | 20 Min. |
| 2          | 2         | Jonas, dette er helt dust                    | 2. Okt. 2015              | 17 Min. |
| 3          | 3         | Vi er de største loserne på skolen           | 9. Okt. 2015              | 17 Min. |
| 4          | 4         | Go for it din lille slut                     | 16. Okt. 2015             | 15 Min. |
| 5          | 5         | Hva er det som gjør deg kåt?                 | 23. Okt. 2015             | 19 Min. |
| 6          | 6         | Man vet når gutter lyver                     | 30. Okt. 2015             | 23 Min. |
| 7          | 7         | Tenker alltid det er meg det er noe gale med | 13. Nov. 2015             | 20 Min. |
| 8          | 8         | Hele skolen hater meg                        | 20. Nov. 2015             | 24 Min. |
| 9          | 9         | Man er det man gjør                          | 27. Nov. 2015             | 21 Min. |
| 10         | 10        | Jeg tenker du har blitt helt psyko           | 4. Dez. 2015              | 21 Min. |
| 11         | 11        | Et jævlig dumt valg                          | 11. Dez. 2015             | 35 Min. |

### Staffel 2
Die zweite Staffel umfasst zwölf Episoden und hat als neue Hauptfigur Noora Sætre. Ihre Beziehung zum älteren William bestimmt die Handlung.
| Nr. (ges.) | Nr. (St.) | Originaltitel                              | Erstausstrahlung Norwegen | Länge   |
| ---------- | --------- | ------------------------------------------ | ------------------------- | ------- |
| 12         | 1         | Om du bare hadde holdt det du lovet        | 4. März 2016              | 26 Min. |
| 13         | 2         | Du lyver til en venninne og skylder på meg | 11. März 2016             | 26 Min. |
| 14         | 3         | Er det noe du skjuler for oss?             | 18. März 2016             | 36 Min. |
| 15         | 4         | Jeg visste det var noe rart med henne      | 25. März 2016             | 29 Min. |
| 16         | 5         | Jeg er i hvert fall ikke sjalu             | 1. Apr. 2016              | 32 Min. |
| 17         | 6         | Jeg vil ikke bli beskytta                  | 22. Apr. 2016             | 24 Min. |
| 18         | 7         | Noora, du trenger pikk                     | 29. Apr. 2016             | 24 Min. |
| 19         | 8         | Du tenker bare på William                  | 6. Mai 2016               | 41 Min. |
| 20         | 9         | Jeg savner deg så jævlig                   | 13. Mai 2016              | 22 Min. |
| 21         | 10        | Jeg skal forklare alt                      | 20. Mai 2016              | 49 Min. |
| 22         | 11        | Husker du seriøst ingenting?               | 27. Mai 2016              | 30 Min. |
| 23         | 12        | Vil du flytte sammen med meg?              | 3. Juni 2016              | 50 Min. |

### Staffel 3
Die dritte Staffel umfasst zehn Episoden, Hauptfigur ist mit Isak Valtersen erstmals ein Junge. Erzählt wird seine Liebe zum älteren Even.
| Nr. (ges.) | Nr. (St.) | Originaltitel                 | Erstausstrahlung Norwegen | Länge   |
| ---------- | --------- | ----------------------------- | ------------------------- | ------- |
| 24         | 1         | Lykke til, Isak               | 7. Okt. 2016              | 27 Min. |
| 25         | 2         | Du er over 18, sant?          | 14. Okt. 2016             | 26 Min. |
| 26         | 3         | Nå bånder dere i overkant mye | 21. Okt. 2016             | 22 Min. |
| 27         | 4         | Keen på å bade                | 28. Okt. 2016             | 20 Min. |
| 28         | 5         | Samme tid et helt annet sted  | 4. Nov. 2016              | 30 Min. |
| 29         | 6         | Escobar season                | 18. Nov. 2016             | 19 Min. |
| 30         | 7         | Er du homo?                   | 25. Nov. 2016             | 22 Min. |
| 31         | 8         | Mannen i mitt liv             | 2. Dez. 2016              | 30 Min. |
| 32         | 9         | Det går over                  | 9. Dez. 2016              | 18 Min. |
| 33         | 10        | Minutt for minutt             | 16. Dez. 2016             | 33 Min. |

### Staffel 4
Die vierte und letzte Staffel hat Sana Bakkoush als Protagonistin und umfasst zehn Episoden. In der zehnten Episode, dem Serienfinale, wechselt der Protagonist ausnahmsweise szenenweise (Vilde, Chris Schistad, Jonas, Chris Berg, Even, William, Eskild und Linn); außerdem erschien die letzte Episode an einem Samstag statt wie üblich an einem Freitag.
| Nr. (ges.) | Nr. (St.) | Originaltitel                 | Erstausstrahlung Norwegen | Länge   |
| --- | --------- | ----------------------------- | ------------------------- | ------- |
| 34 | 1         | Du hater å henge med oss      | 14. Apr. 2017             | 25 Min. |
| Da Isak mit Even zusammenzieht, kann Noora ihr altes Zimmer zurückhaben. Vilde ist glücklich mit Magnus zusammen. Eva hat von Chris (Schistad) gehört, William habe in London eine neue Freundin, weshalb sie mit den anderen Mädchen berät, wie sie weiter mit Noora umgehen sollen. Sana sieht sich zunehmend in Interessenkonflikten, besonders nachdem Vilde für das Osterwochenende eine Verabredung der Mädchen mit Sanas Bruder Elias und dessen Freunden organisiert, mit dem Hintergedanken, einen neuen Freund für Noora zu finden; während alle am Freitagabend die Party genießen, fühlt sich Sana leicht ausgegrenzt, obwohl sie durchaus Interesse für den Jungen Yousef zeigt, und muss zugleich einen Termin mit ihrer Mutter in der Moschee ausfallen lassen. |           |                               |                           |         |
| 35 | 2         | Jeg er gutt, jeg får ikke hat | 21. Apr. 2017             | 18 Min. |
| Sana reagiert irritiert auf Nooras plötzliches Interesse an Yousef; diese deutet darauf hin erstmals an, dass ihre Rückkehr aus London nicht nur daran lag, dass William aufgrund seines Jobs zu wenig Zeit für sie hatte. Yousef nimmt derweil über Facebook Kontakt mit Sana auf. Als sie in der Klasse interessiert seine Fotos durchsieht, erkennt Isak darauf überrascht Mikael wieder, den ehemaligen Mitschüler Evens, den er im Video-Interview gesehen hatte. Sana weigert sich, Isak den Zusammenhang zu erklären. Die Mädchen erhalten unvermittelt ein Angebot für einen Russebuss, einen Partybus für die Russfeier am Ende ihrer Schulzeit, zum Preis von 300.000 NOK. Während Noora es für viel zu teuer hält, zeigen sich Vilde und Sana sehr interessiert. Da bei der Besichtigung des Busses auch eine zweite Gruppe um Ingrid und Sara zugegen ist und 310.000 NOK anbietet, überbietet Sana sie erbost mit 320.000 NOK und verspricht ihren Freundinnen, das Geld zu besorgen. |           |                               |                           |         |
| 36 | 3         | Hva mener du om drikking?     | 28. Apr. 2017             | 28 Min. |
| Nachdem die Mädchen den Zuschlag für den Russebuss erhalten, fragen Ingrid und Sara Sana, ob die beiden Gruppen sich zusammenschließen könnten. Sana akzeptiert, unter der Bedingung, dass die anderen alles bezahlen und sie selbst Gruppenchefin wird. Ihre Freundinnen sind zunächst wenig begeistert, lassen sich aber überzeugen. Für Freitag wird ein erstes gemeinsames Treffen der neuen 25-köpfigen Gruppe angekündigt, das bei Sana zu Hause stattfinden soll. Unterdessen zeigt sich Even, der offenbar gut mit Sanas Familie bekannt ist, besorgt darüber, dass Sana und Isak sich über Mikael unterhalten haben, aber sie beruhigt ihn. Beim Gruppentreffen am Freitag ist Sana bemüht, den anderen einzuschärfen, sich mehr auf das Konzept zu konzentrieren (um am Ende eine Chance auf die Auszeichnung für „Konzept des Jahres“ zu haben). Nach der Besprechung feiern die anderen Mädchen in Sanas Wohnung; als ihre Eltern unvermittelt zurückkommen, beeilt sie sich mithilfe ihres Bruders und seiner Freunde, schnell alle Mädchen hinauszuwerfen und alle Flaschen und Dosen verschwinden zu lassen. Dennoch findet ihr Vater eine Flasche mit Wodka. Daraufhin springt Yousef ein und erklärt, dass die Flasche von ihm sei. Als Sana sich später erleichtert bei ihm bedankt, macht er deutlich, keine Schwierigkeiten damit zu haben, da er nicht religiös sei. |           |                               |                           |         |
| 37 | 4         | Allah hadde digget deg        | 5. Mai 2017               | 30 Min. |
| Sana erfährt von Noora endlich den wahren Grund für deren Rückkehr aus London: Für den Prozess gegen Williams Bruder Niko hätte Noora vor Gericht aussagen müssen; obwohl sie eigens nach Norwegen kam, brachte sie es im letzten Moment nicht über sich und kehrte unverrichteter Dinge nach London zurück, log allerdings gegenüber William. In der Folge wurde Niko freigesprochen und William zeigte sich schwer enttäuscht; zwar zeigte er Verständnis für Nooras Verhalten, zog sich aber zunehmend von ihr zurück, bis sie die Situation nicht mehr aushielt und ohne Erklärung abreiste. Sana bemüht sich, ihrer Freundin dabei zu helfen, über William hinwegzukommen, während sie selbst versucht, Yousef zu vergessen. Am Freitagabend ruft dieser sie jedoch an, da ihr Bruder Elias betrunken bei ihm ist und nicht nach Hause kann, da Alkohol in ihrem religiösen Haushalt verboten ist. Sie quartieren Elias bei Noora ein und als Yousef Sana nach Hause begleitet, kommen sich die beiden wieder näher. Yousef erklärt, warum er nicht religiös ist: In Elvebakken war Even Teil seiner Freundesgruppe; als dieser jedoch versuchte, Mikael zu küssen, wurde er aus religiösen Gründen abgewiesen und verfiel selbst in einen kurzen religiösen Wahn, der schließlich zu seinem Selbstmordversuch führte. Aus diesem Grund distanzierte sich Yousef von der Religion. Dennoch zeigen er und Sana Verständnis füreinander. |           |                               |                           |         |
| 38 | 5         | Hvis du er trist er jeg trist | 12. Mai 2017              | 27 Min. |
| Sanas Mutter ist misstrauisch geworden, nachdem sie sie mit Yousef gesehen hat. Auch Elias bekommt davon mit und versucht, Sana davon zu überzeugen, dass Yousef eigentlich alle positiven Eigenschaften eines Moslems habe und sie ihn nicht aus religiösen Gründen zurückweisen solle. Bei der Organisation der Russebuss-Gruppe hat Sana unterdessen den Verdacht, dass Sara sie hintergehen und aus dem Bus ausschließen wolle. Dies bestätigt sich jedoch nicht und alle zusammen verabreden sich am Freitagabend zu einer Party, zu der Sana auch Elias mit seinen Freunden einlädt. Bei der Party erfährt Noora zufällig, dass William eine neue Freundin hat, woraufhin sie sehr wütend auf Sana wird, da diese ihr nichts davon gesagt hat. Als Elias und seine Freunde auf Even, Isak und die anderen Jungen treffen, kommt es zu einem heftigen Streit, bei dem Isak an der Nase verletzt wird; erst nach Sanas Eingreifen verschwindet Elias wieder. Anschließend kann sie auf der Toilette ein Gespräch zwischen zwei Mädchen aus der Russebuss-Gruppe mitanhören, die Elias’ offenbar homophobe Aktion auf den Islam schieben und sich erleichtert darüber zeigen, dass Sara bei der Vertragsunterzeichnung für den Bus Sana ausgeschlossen und Vilde zur neuen Chefin gemacht habe. Unter dem Eindruck des Gehörten verlässt Sana die Toilette und muss dann auch noch einen Kuss zwischen Yousef und Noora mitansehen. |           |                               |                           |         |
| 39 | 6         | Har du en dårlig dag?         | 26. Mai 2017              | 31 Min. |
| Sana zieht sich zunehmend von ihren Freundinnen und Mitschülern zurück. Die anderen sind überrascht, als sie bekannt gibt, aus dem Russebuss auszusteigen; dadurch wird Sara wieder Buschefin. Noora versucht mehrmals, mit Sana ins Gespräch zu kommen, und kündigt an, ohne sie selbst auch nicht beim Bus mitzumachen. Sana gibt sich jedoch weiterhin verschlossen, meidet auch Kontakt mit Yousef, und versucht stattdessen, sich wieder ihrer muslimischen Freundin Jamilla anzunähern, mit der sie im Vorjahr im Streit auseinandergegangen war, die ihr aber früher eine große Hilfe war, als sie mit Diskriminierung und Mobbing in der Schule zu kämpfen hatte. Daneben muss sie sich auf eine Biologieprüfung vorbereiten. Als Isak sie um Hilfe bei der Prüfungsvorbereitung fragt, weist sie ihn zunächst zurück; als er beiläufig erwähnt, dass das Verhalten von Sara gegenüber Vilde total „fake“ sei, da sie diese eigentlich überhaupt nicht leiden könne, willigt sie schließlich doch ein. Dabei gelingt es ihr, heimlich Isaks Chatverlauf mit Sara (die kurze Zeit seine Freundin war) abzufotografieren, in dem diese über Vilde und andere Mädchen aus ihrem Umfeld hergezogen ist. |           |                               |                           |         |
| 40 | 7         | Vi må stå sammen              | 2. Juni 2017              | 37 Min. |
| Obwohl Yousef noch deutlich Interesse für Sana zeigt, erfährt sie, dass er nun offenbar tatsächlich Noora datet. Mit den Fotos von Isaks und Saras Chatverlauf erstellt Sana unterdessen ein Instagram-Konto, wodurch sie erreichen will, dass alle die wahre Natur von Sara erkennen können. Die Aktion geht jedoch relativ schnell nach hinten los: Zwar erfährt die ganze Schule von Saras unvorteilhaften Äußerungen und sie selbst lässt sich mehrere Tage nicht mehr blicken, doch richtet sich der Unmut ihrer Freundinnen gegen die unbekannte Person hinter dem Konto. Dabei wird zunächst Vilde verdächtigt. Sana löscht das Konto daraufhin wieder und hat ein sichtlich schlechtes Gewissen, was auch ihrer Freundin Jamilla nicht entgeht. Nach kurzer Zeit taucht ein weiteres Instagram-Konto auf, in dem Lügen über Vilde verbreitet werden. Sana bemüht sich, den Verdacht zu entkräften, doch die Mädchen haben bereits den angeblich wahren Täter ausfindig gemacht, nämlich Isak, der es auch zugegeben hat. Im Anschluss stellt Isak Sana zur Rede und erklärt ihr, dass sie zu oft Rassismus sehe, wo keiner sei, und sie ihren Umgang mit Menschen überdenken müsse. Außerdem erfährt Sana, dass Isaks Streit mit Elias keinerlei homophoben Hintergrund hatte, sondern aufgrund von Isaks Eifersucht auf Mikael zustande gekommen sei. |           |                               |                           |         |
| 41 | 8         | De største loserne på skolen  | 9. Juni 2017              | 36 Min. |
| Nachdem sich Sana wieder mit ihrem Bruder versöhnt hat, verrät sie erstmals Chris, dass sie hinter der Instagram-Geschichte steckt. Diese rät ihr, das Ganze gegenüber den anderen weiterhin zu verschweigen, aber aus Versehen schickt Sana wenig später eine für Chris bestimmte Nachricht an Eva. Die anderen brechen den Kontakt ab, offenbar schockiert von der Enthüllung. Sana schickt ihnen schließlich eine längere Nachricht, in der sie ihre eigene Unzufriedenheit mit sich selbst beschreibt, weil sie nie muslimisch genug, norwegisch genug oder marokkanisch genug sei, aber eigentlich nur mit ihren Freundinnen zusammen sein möchte. Sara und die anderen Mädchen organisieren ein Treffen, um die Zukunft ihrer geplanten Russebuss-Zusammenarbeit zu diskutieren, doch Vilde, Eva, Noora und Chris lassen Sana zunächst alleine. Schließlich tauchen sie aber in einem alten Van auf, den Chris für sie fünf als Russebuss-Ersatz organisiert hat, und begrüßen Sana wieder in ihrer Mitte, während sie sich gleichzeitig endgültig von Saras Gruppe trennen. Versöhnt feiern alle am Freitag bei Chris Evas Geburtstag. Dabei erfährt Sana von Noora, dass zwischen ihr und Yousef nie mehr als der Kuss passierte, der von Noora ausging, und Yousef mit Noora nur in Kontakt war, um sich zu vergewissern, wie Sana über ihn denkt. Zur allgemeinen Überraschung treffen schließlich auch noch William und Chris (Schistad) ein. |           |                               |                           |         |
| 42 | 9         | Livet smiler                  | 16. Juni 2017             | 48 Min. |
| Nach Williams Rückkehr bleibt Noora spurlos verschwunden. Besorgt gesteht Sana Eskild, dass sie es war, die William mit einer E-Mail von Nooras Account aus zurückgerufen hat, um Noora als Konkurrentin um Yousef aus dem Weg zu haben. Eskild gratuliert ihr zur Tat und gibt ihr außerdem den Rat, dass eine Beziehung zwischen religiösen und nicht-religiösen Personen meist schwierig sind. Sana sucht das Gespräch mit Yousef, dieser weicht ihr jedoch aus und kündigt überraschend an, Ende der Woche in die Türkei zu fahren und dort den Sommer zu verbringen. Als Noora zusammen mit William endlich wieder in der Schule auftaucht, macht sie Sana keine Vorwürfe, sondern bedankt sich, da sie nun wieder alles mit William geklärt habe. Gleichzeitig drängt sie Sana, noch einmal verstärkt den Kontakt zu Yousef zu suchen. Nach einem Gespräch mit ihrer Mutter über die Bedeutung der Religion in einer Beziehung sagt Sana ein Treffen mit Yousef zunächst wieder ab, entscheidet sich im letzten Moment jedoch dafür, ihn am letzten Abend vor seiner Abreise zu sehen. Zu zweit ziehen sie durch Oslo und essen gemeinsam Iftar, während sie sich über Vertrauen, die Stellung der Religion und die (Un-)Gleichheit der Menschen austauschen. Sie verabschieden sich schließlich mit einer Umarmung. |           |                               |                           |         |
| 43 | 10        | Takk for alt                  | 24. Juni 2017             | 59 Min. |
| Sana lädt alle Freunde und Bekannten zum Fest des Fastenbrechens am Samstag bei ihr zu Hause ein. Im Lauf der Woche bereiten diese sich unterschiedlich auf das Fest vor. Vilde muss sich um die Miete ihrer Wohnung kümmern, da ihre Mutter offenbar aufgrund ihres Alkoholproblems nicht dazu in der Lage ist. Dabei erfährt sie Unterstützung von Chris (Berg), die sich dazu wiederum Mut bei der Schulärztin holt. Gemeinsam mit Eva und Noora überlegen die Mädchen sich außerdem ein Geschenk für Sana. William hilft Noora dabei, eine Rede für das Fest zu schreiben, während er gleichzeitig seinem Vater eine Abfuhr erteilt, der von ihm verlangt, nach London zurückzukehren. Chris (Schistad) versucht, die Beziehung mit Eva zu vertiefen, und fragt dabei auch Jonas um Rat. Dieser hat mittlerweile etwas mit Isaks Exfreundin Emma angefangen. Eskild und vor allem Linn sind traurig darüber, dass Noora nun wegen William wahrscheinlich wieder ausziehen wird, trösten sich jedoch gegenseitig. Am Mittwoch feiern alle Isaks Geburtstag, wobei sich Even übermäßig besorgt zeigt und besonders von Chris (Berg) Mut zugesprochen bekommt. Zur Feier am Samstag finden sich alle bei Sana ein, auch Sara und die anderen Mädchen aus der Russebuss-Gruppe sind eingeladen. Angeregt vom marokkanischen Essen planen Isak und Even eine Reise nach Marrakesch. Eskild und Linn werden von Noora beruhigt, dass sie vorerst sicherlich nicht ausziehen werde, und versöhnen sich in der Folge auch ein wenig mit William. Nachdem Chris (Schistad) und Emma sich unerwartet näher kommen, finden Jonas und Eva wieder zusammen. Sana erhält von Yousef ein Foto aus der Türkei, schließlich hält Jonas die von Noora vorbereitete Rede. Ähnlich der Anfangsszene der ersten Staffel, geht es um große Fragen zu Politik und Gesellschaft; außerdem werden zuletzt Kommentare von Zuschauern eingeblendet und damit die vierte Wand durchbrochen. Jonas’ Schlusssatz lautet: Frykt sprer seg. Men: Det gjør heldigvis kjærlighet også. („Angst breitet sich aus. Aber: zum Glück auch Liebe.“) |           |                               |                           |         |

## Rezeption
Die erste Episode der Serie war in der NRK-Mediathek eine der meistgesehenen Serienepisoden aller Zeiten. In der ersten Juniwoche 2016 machte das Streaming von Skam über die Hälfte des gesamten Traffics der NRK-Mediathek aus. Die Serie ist mittlerweile Norwegens erfolgreichste Webserie aller Zeiten, mit durchschnittlich 1,2 Millionen Besuchern der Website und über einer Million Zuschauern für die wöchentlichen Episoden im Streaming. Während die erste Staffel durchschnittlich 154.000 Zuschauer erreichte, waren es bei der zweiten schon 531.000 und bei der dritten 789.000.
In der Mediathek des schwedischen Fernsehens SVT, SVT Play, wurde die Serie im Januar 2017 mit insgesamt über 22 Millionen Aufrufen zu der meistgesehenen Serie aller Zeiten. Die erste Episode ist mit 1,4 Millionen Aufrufen der am meisten abgerufene Abschnitt der Serie.
Die Serie erhielt gute Kritik und viel Lob dafür, dass wichtige Themen wie sexueller Missbrauch angesprochen werden. Martine Lunder Brenne von Verdens Gang bezeichnete Skam im November 2016 als „Norwegens coolste Serie“, vor allem wegen des Umgangs mit Homosexualität in der dritten Staffel. Kristoffer Hegnsvad von Politiken sprach gar von der „besten Jugendserie der Welt“, die ihre Zielgruppe sehr gut anspreche, aber gleichzeitig universell und für jedes Alter geeignet sei. In der ersten Staffel fand er eine „klischeehafte“ Kombination von Romanze und Intrige, die jedoch mit einem Augenzwinkern und einem Körnchen Wahrheit dargeboten werde. Die Kamera bewege sich zwischen Werbeästhetik, Skating-Video und einem dokumentarischen Thriller-Stil, bei dem keine Monster, sondern scheiternde Freundschaft, Untreue oder soziale Ausgrenzung für eine ängstliche Grundstimmung sorgen; dazu in Wechselwirkung stehe die an House of Cards erinnernde Verwendung von Smartphone-Bildschirmen im Bild. Gut geschriebene Dialoge würden von Geräuschen und Musik passend begleitet. Besonders lobte Hegnsvad die verwendete Musikauswahl, die „überlegen“ und auf dem Niveau von Sofia Coppola und Xavier Dolan sei.
Auf Gaytimes.co.uk empfahl man die Serie und lobte sie als „sehr viel realistischer“ als Hollywood-Geschichten; die Figuren seien „nett, aber unbeholfen und absolut glaubwürdig“. Rachel Donadio beschrieb sie auf Nytimes.com als „gewagt, emotional und lebensnah“, lobte das plattformübergreifende Format und die „kluge Social-Media-Strategie“. Mehrfach wurden Vergleiche mit der britischen Serie Skins – Hautnah gezogen, jedoch auch die deutlichen Unterschiede herausgestellt und Skam als die „bodenständigere“ Version jener Serie beschrieben. Sarah Hughes vom Guardian hob etwa hervor, dass die Jugendlichen nicht nur auf Partys, sondern zu einem großen Teil in unspektakulären Alltagsszenen gezeigt werden. Trey Taylor schrieb auf DazedDigital, die Serie sei zwar nicht perfekt, aber „schonungslos ehrlich“, und bringe Vorurteile zum Einstürzen.
Die Gratiszeitung NATT&DAG wählte Skam zur besten Serie des Jahres 2015.
Ab Herbst 2017 wird die Universität Oslo zu der Serie den medienwissenschaftlichen Kurs Digital fortelling – webserien Skam über digitales Erzählen und die Ästhetik von Webserien anbieten. Außerdem wird Dag Øistein Endsjø im gleichen Semester das religionswissenschaftliche Seminar Religion i Skam anbieten.

## Auszeichnungen
| Preis                                                   | Kategorie                         | Nominierte(r)                   | Resultat  |
| ------------------------------------------------------- | --------------------------------- | ------------------------------- | --------- |
| Gullruten 2016                                          | Bestes TV-Drama                   |                                 | Gewonnen  |
| Gullruten 2016                                          | Beste neue Serie                  |                                 | Gewonnen  |
| Gullruten 2016                                          | Innovation des Jahres             |                                 | Gewonnen  |
| Gullruten 2016                                          | Publikumspreis                    | Josefine Frida Pettersen        | Nominiert |
| Gullruten 2016                                          | Bester Schnitt TV-Drama           | Ida Vennerød Kolstø             | Gewonnen  |
| Gullruten 2016                                          | Newcomer des Jahres               | Julie Andem, Mari Magnus        | Gewonnen  |
| Gullruten 2016                                          | Beste Regie TV-Drama              | Julie Andem                     | Nominiert |
| Nordiske Seriedager Awards 2016                         | Beste Drama-Serie                 | Skam                            | Gewonnen  |
| Nordens språkpris 2016 der Vereinigung Norden           |                                   |                                 | Gewonnen  |
| QX-Gaygala 2017                                         | Beste ausländische Fernsehsendung |                                 | Gewonnen  |
| Gullruten 2017                                          | Bestes TV-Drama                   |                                 | Nominiert |
| Gullruten 2017                                          | Bester Schauspieler               | Tarjei Sandvik Moe              | Nominiert |
| Gullruten 2017                                          | Publikumspreis                    | Henrik Holm, Tarjei Sandvik Moe | Gewonnen  |
| Gullruten 2017                                          | Fernsehmoment des Jahres          | O helga natt (Ep. 9, St. 3)     | Gewonnen  |
| Gullruten 2017                                          | Bestes Drehbuch Drama             | Julie Andem                     | Gewonnen  |
| Gullruten 2017                                          | Beste Regie Drama                 | Julie Andem                     | Gewonnen  |
| Gullruten 2017                                          | Beste Kamera Drama                | Ragnar Molstad                  | Nominiert |
| Gullruten 2017                                          | Bester Schnitt TV-Drama           | Renate Henrikshaugen            | Nominiert |
| Ehrenpreis „Peer Gynt“ 2017 des norwegischen Parlaments |                                   | Skam und Julie Andem            | Gewonnen  |
| Nordiske Seriedager Awards 2017                         | Beste Drama-Serie                 | Skam, Staffel 4                 | Gewonnen  |

Beim norwegischen Fernsehpreis Gullruten wurden der Serie 2016 gleich fünf Auszeichnungen verliehen, darunter bestes TV-Drama. Außerdem gewann Skam 2016 den von der Vereinigung Norden verliehenen Nordens språkpris, in der Begründung hieß es, ein junges nordisches Publikum könne damit eine positive Einstellung zu den Nachbarsprachen entwickeln. Bei der jährlichen Gaygala des schwedischen QX-Magazins wurde Skam 2017 als beste ausländische Fernsehsendung des vergangenen Jahres ausgezeichnet, womit die Serie RuPaul’s Drag Race und TransParent schlagen konnte.
Für die Gullruten-Verleihung 2017 ist die Serie in den Kategorien bestes TV-Drama und bester Schauspieler (Tarjei Sandvik Moe) nominiert; Julie Andem gewann sowohl bestes Drehbuch Drama als auch beste Regie Drama. Henrik Holm und Tarjei Sandvik Moe haben den Gullruten-Publikumspreis gewonnen. Im August 2017 bekommen die Serie sowie deren Regisseurin Julie Andem den Jahresehrenpreis „Peer Gynt“ vom norwegischen Parlament verliehen: Gewählt werden Personen oder Institutionen, die sich positiv für das gemeinschaftliche Leben in Norwegen eingesetzt haben oder Norwegen als Nation im Ausland bekannt gemacht haben.

## Belege
1. ↑  Skam umfasst auch Bedeutungen wie Schande, Schmach oder Peinlichkeiten.
2. ↑  Jon Inge Faldalen: Nerven i ”Skam” skal være sterk og relevant. In: Rushprint.no. 4. April 2016, abgerufen am 9. Dezember 2016 (norwegisch).
3. 1 2 3 4 5  Rachel Donadio: Will ‘Skam,’ a Norwegian Hit, Translate? In: Nytimes.com. 9. Dezember 2016, abgerufen am 9. Dezember 2016 (englisch).
4. 1 2  Andreas Hansson: ”Skam” – allt du behöver veta inför premiären i SVT. In: Aftonbladet.se. 1. November 2016, abgerufen am 10. Dezember 2016 (schwedisch).
5. ↑  Sofie Braseth: NRK lagde to sesonger «Skam» for 10 millioner. In: Dagbladet.no. 17. Dezember 2016, abgerufen am 21. Februar 2017 (norwegisch).
6. ↑  Kari Stokke Nilsen / Cathrine Elnan: Why NRK can’t translate Skam. NRK, 2. November 2016, abgerufen am 5. November 2016 (englisch).
7. ↑  Synne Eggum Myrvang: Nå kan du ikke lenger se «SKAM» fra utlandet. In: P3.no. NRK, 13. Januar 2017, abgerufen am 15. Januar 2017 (norwegisch).
8. ↑  Annelise Hartmann Eskesen: DR3 køber rettighederne til tv-serien Skam. In: DR.dk. 10. Oktober 2016, abgerufen am 10. Dezember 2016 (dänisch).
9. ↑  Rebecca Haimi: Därför är norska Skam en fullträff. Sveriges Television, 6. Dezember 2016, abgerufen am 9. Dezember 2016 (schwedisch).
10. ↑  Michaela Rosenback: Ungdomsserien Skam nu tillgänglig i Finland. Svenska Yle, 16. Dezember 2016, abgerufen am 4. März 2017 (schwedisch).
11. ↑  NRK: Amerikanske «Skam» blir Facebook-serie. In: NRK. (nrk.no [abgerufen am 18. Oktober 2017]).
12. ↑  MIPCOM: Facebook Nabs Simon Fuller-Produced Version of Norwegian Teen Drama 'Shame'. In: The Hollywood Reporter. (hollywoodreporter.com [abgerufen am 18. Oktober 2017]).
13. ↑  Dagbladet: Her er første klipp fra amerikanske «Skam». 19. April 2018, abgerufen am 14. Mai 2018.
14. ↑  Oddvin Aune: Nå kommer siste sesong av «Skam». NRK, 7. April 2017, abgerufen am 7. April 2017 (norwegisch).
15. ↑  Jérémie Dunand: Skam : un remake français de la série ado norvégienne en préparation pour France 4. In: AlloCiné. 18. September 2017, abgerufen am 18. September 2017 (französisch).
16. ↑  SKAM France. Abgerufen am 3. März 2018 (französisch).
17. ↑  Christian Meier: Jugendprogramm „Funk“: Die traurige Bilanz des Jugendnetzwerks von ARD und ZDF. In: Die Welt. 29. September 2017 (welt.de [abgerufen am 6. Oktober 2017]).
18. ↑  ZDF dreht neue Web-Serie "DRUCK" für funk. In: presseportal.de. (presseportal.de [abgerufen am 3. März 2018]).
19. ↑  DWDL.de GmbH: Bantry Bay adaptiert gefeierte Webserie "Shame" für funk - DWDL.de. In: DWDL.de. (dwdl.de [abgerufen am 15. Oktober 2017]).
20. ↑  NRK: «Skam»blir europeisk. In: NRK. (nrk.no [abgerufen am 15. Oktober 2017]).
21. ↑  SKAM 1. Aveny-T, archiviert vom Original (nicht mehr online verfügbar) am 22. September 2017; abgerufen am 18. September 2017 (dänisch).
22. ↑  Espen Alnes: Blanda mottaking for «Skam»-teater. NRK, 18. September 2017, abgerufen am 18. September 2017.
23. ↑  Øystein Aldridge: NRK treffer blink fra skolegården. Aftenposten, 12. Januar 2016, abgerufen am 3. November 2016 (norwegisch).
24. ↑  Øystein Riiser Gundersen: Hvordan måler man en braksuksess? NRK, 4. Juni 2016, abgerufen am 3. November 2016 (norwegisch).
25. ↑  Nicolay Woldsdal / Ingunn Michelsen: Skam slår alle rekorder. NRK, 21. Dezember 2016, abgerufen am 1. April 2017 (norwegisch).
26. ↑  Sara Nylander: Skam mest tittade på SVT Play – någonsin. SVT, 14. Januar 2017, abgerufen am 4. März 2017 (schwedisch).
27. ↑  TT: ”Skam" sätter rekord i SVT Play. SvD, 14. Januar 2017, abgerufen am 4. März 2017 (schwedisch).
28. ↑  Thea Roll Rakeng: Dette blir den nye hovedpersonen i Skam sesong 3. Aftenposten, 29. Juni 2016, abgerufen am 3. November 2016 (norwegisch).
29. ↑  Martine Lunder Brenne: En liten «Skam»-revolusjon. In: VG.no. Verdens Gang, 2. November 2016, abgerufen am 3. November 2016 (norwegisch).
30. ↑  Kristoffer Hegnsvad: Verdens bedste ungdomsserie er norsk. In: Politiken.dk. 25. August 2016, abgerufen am 10. Dezember 2016 (dänisch).
31. ↑  The Guyliner: Skam: The Norwegian TV phenomenon you need to be watching right now. In: Gaytimes.co.uk. Milivres Prowler Group, 22. November 2016, abgerufen am 23. November 2016 (englisch).
32. ↑  Gino Dela Paz: Review: ‘Skam’ is the naughty teen drama you should be watching. In: Philstar.com. 26. November 2016, archiviert vom Original (nicht mehr online verfügbar) am 10. Dezember 2016; abgerufen am 10. Dezember 2016 (englisch).
33. 1 2 3  Trey Taylor: The Real and Risqué Norwegian TV Show Causing Teen Hysteria. In: DazedDigital.com. 22. November 2016, abgerufen am 4. Dezember 2016 (englisch).
34. ↑  Sarah Hughes: Shame: a Scandi TV sensation for the social media generation. In: TheGuardian.com. 4. Dezember 2016, abgerufen am 4. Dezember 2016 (englisch).
35. ↑  Vinnerne av NATT&DAGs rikspriser 2015! Årets musikk! Årets film! Årets STEMME! NATT&DAG, 10. Februar 2016, ehemals im Original (nicht mehr online verfügbar); abgerufen am 3. November 2016 (norwegisch). (Seite nicht mehr abrufbar. Suche in Webarchiven)
36. ↑  Emili Knutson: Slik blir det nye Skam-emnet ved Universitetet i Oslo. In: Universitas.no. 18. März 2017, abgerufen am 1. April 2017 (norwegisch).
37. ↑  Norwegian teen drama Skam to be studied in a religion course | Kaos GL News Portal. Archiviert vom Original am 4. August 2017; abgerufen am 15. März 2024.
38. ↑  REL1111 - Religion i SKAM - Universitetet i Oslo. Abgerufen am 4. August 2017 (norwegisch).
39. ↑  Gullruten 2016, Nominerte og vinnere. Stiftelsen Gullruten, archiviert vom Original am 19. Oktober 2021; abgerufen am 15. März 2024 (norwegisch).
40. ↑  Fagprisen 2016, Nominerte og vinnere. Stiftelsen Gullruten, archiviert vom Original am 1. Dezember 2017; abgerufen am 15. März 2024 (norwegisch).
41. ↑  SKAM og Dag kåret til Nordens beste serier | Serienytt. In: Serienytt. 29. September 2016 (serienytt.no [abgerufen am 2. November 2017]).
42. 1 2  Nordens språkpris til «Skam». In: Aftenposten.no. 5. Dezember 2016, abgerufen am 10. Dezember 2016 (norwegisch).
43. 1 2  Ronny Larsson: QX-galan 2017 – Vinnarna i alla kategorier! In: QX.se. 7. Februar 2017, abgerufen am 20. Februar 2017 (schwedisch).
44. ↑  Gullruten 2017, Nominerte. Stiftelsen Gullruten, archiviert vom Original am 25. Mai 2017; abgerufen am 15. März 2024 (norwegisch).
45. ↑  Fagprisen 2017, Vinnere og nominerte. Stiftelsen Gullruten, archiviert vom Original am 19. April 2019; abgerufen am 15. März 2024 (norwegisch).
46. ↑  Gullruten. RiksTV, ehemals im Original (nicht mehr online verfügbar); abgerufen am 3. Mai 2017 (norwegisch). (Seite nicht mehr abrufbar. Suche in Webarchiven)
47. ↑  Årets vinner av Peer Gynt prisen. Archiviert vom Original (nicht mehr online verfügbar) am 25. April 2017; abgerufen am 24. April 2017 (norwegisch).
48. ↑  NRK: «Skam» nominert til nordisk TV-pris. In: NRK. (nrk.no [abgerufen am 18. September 2017]).
49. ↑  Skam and Ditte & Louise Win Critics awards at Nordiske Seriedager. Abgerufen am 2. November 2017 (englisch).
50. ↑  Thea Roll Rakeng / Martine Lunder: «Skam»-jentene stjal showet på Gullruten. In: MinMote.no. Verdens Gang, 13. Mai 2016, abgerufen am 3. November 2016 (norwegisch).
51. ↑  Peer Gynt-prisen til «Skam». In: Aftenposten.no. Abgerufen am 24. April 2017 (norwegisch).